# 안드레스 노시오니
안드레스 마르셀로 노시오니(스페인어: Andrés Marcelo Nocioni, 1979년 11월 30일~)는 아르헨티나의 농구 선수로 포지션은 스몰 포워드와 파워 포워드이다. 전미 농구 협회(NBA)의 시카고 불스, 새크라멘토 킹스, 필라델피아 세븐티식서스에서 뛰었으며 아르헨티나 국가대표팀의 일원으로 2004년 하계 올림픽 금메달과 2008년 하계 올림픽 동메달을 획득했다.